# 马拉斯

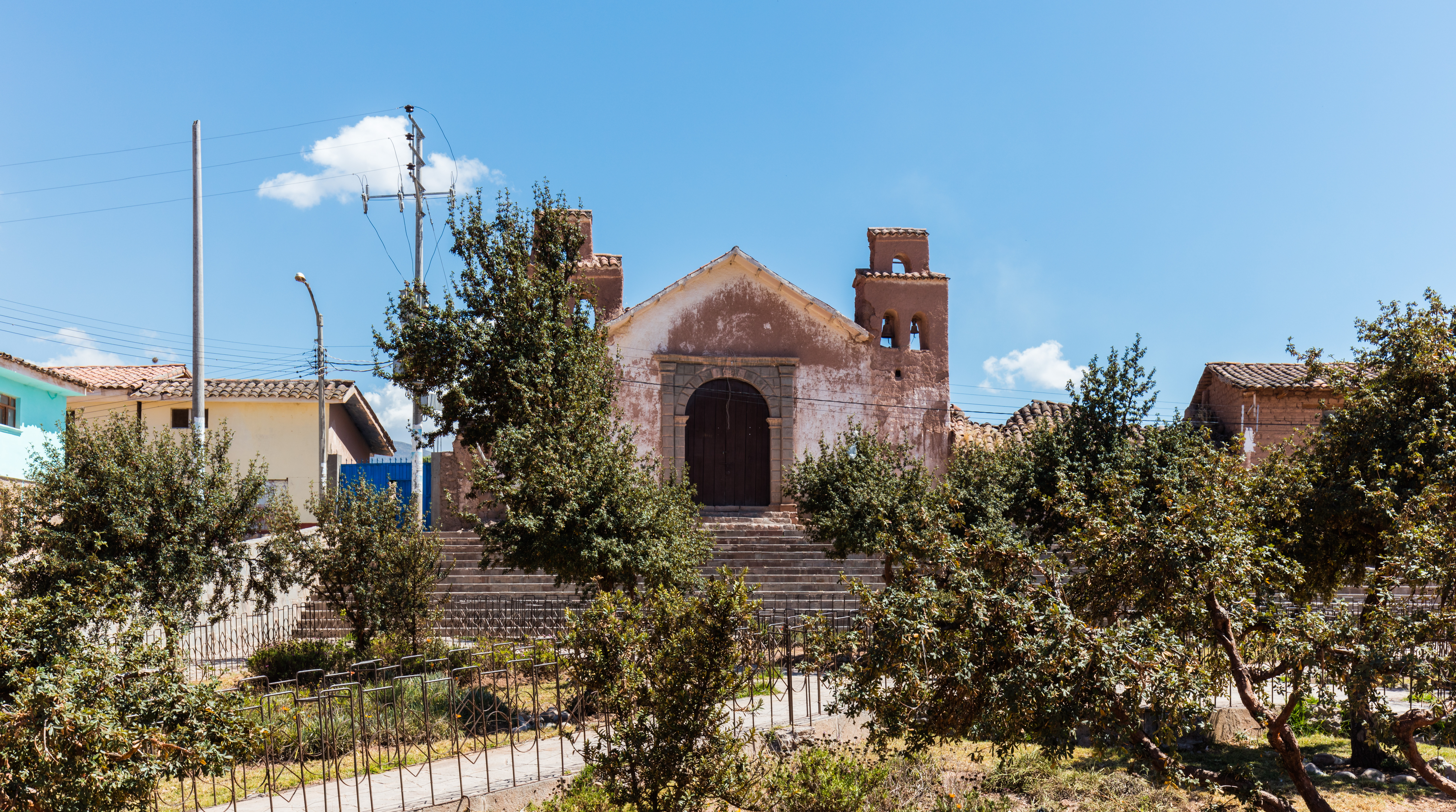
马拉斯

马拉斯（Maras）是歷史上印加帝國烏魯班巴山谷的一个小镇，位於秘鲁库斯科大区庫斯科以北40公里。该镇境內有自印加帝國以来就已出現的盐池。盐池位于城镇以北4公里处。